# Karel Filips de Rodoan
Karel Filips de Rodoan (Beerlegem, 1552 - Ename, 7 juli 1616) was de vierde bisschop van Brugge.

## Levensloop
Karel de Rodoan werd op het ouderlijk kasteel geboren. Zijn ouders behoorden tot een Bourgondisch adellijk geslacht. Zijn vader, ridder Ludovic de Rodoan, heer van Doncourt en van Berleghem, was als kamerheer in dienst van prinses Anna van Lotharingen, de echtgenote van René van Chalon, prins van Oranje. Zijn moeder, Isabel de Bette was eredame van dezelfde prinses.
Karel was tien toen hij de tonsuur ontving. Hij voltooide de lagere studies in Verdun en studeerde vervolgens filosofie in Leuven, waar hij in 1574 de graad van licentiaat in de beide rechten verkreeg. Hij kreeg onmiddellijk een prebende van kanunnik in Verdun en eveneens in Sint-Baafs in Gent. Op 1 juni 1577 werd hij door bisschop Remi Drieux tot priester gewijd. Toen de calvinisten in Gent aan het bewind kwamen week hij uit naar Verdun. Hij werd in 1581 ook kanunnik van Sainte-Waudru in Bergen. Na 1584 kon hij naar Gent terugkeren en in 1585 werd hij cantor en in 1590 deken van het kapittel van Sint-Baafs. In 1593 werd hij, zeer tegen de zin van de laatst overgebleven monniken, commandataire abt van de benedictijnenabdij van Ename.

## Bisschop van Middelburg
In 1598 werd de Rodoan door de landsheer, de aartshertogen Albrecht en Isabella, benoemd tot bisschop van Middelburg in Zeeland. Deze zetel was al een aantal jaren vacant en in een door de staatsen bestuurd gewest kon een bisschop niets aanvangen. Het bleef dus bij een theoretische benoeming, die op 10 januari 1600 door de paus werd bevestigd. Nochtans werd hij op 8 oktober 1600 in de Sint-Martinuskerk in Aalst tot bisschop gewijd. Zijn leuze luidde: 'Coelum, non solum' (De Hemel, niet de Aarde).

## Bisschop van Brugge
Voor deze 'werkloze' bisschop werd door de aartshertogen dan ook naar een andere zetel gezocht en die vonden ze in Brugge. Op 16 juli 1602 werd hij door hen benoemd, een benoeming die op 26 mei 1603 door de paus werd bevestigd. Het duurde tot 28 maart 1604 vooraleer hij zijn intrede in zijn bisschopsstad kon doen. Hij belandde in een sterk gehavend gebied. Meer dan de helft van de parochiekerken was verwoest of zwaar beschadigd, meer dan de helft van de parochies had geen priester meer. Talrijke dorpen stonden onder water en bleven onbewoond. Vrijbuiters maakten een brede kuststrook onveilig.
Pas na het Twaalfjarig Bestand van 1609 kon opnieuw iets aangevangen worden. De Rodoan trok op visitatie om de schade aan de kerken op te meten en met de plaatselijke autoriteiten het herstel af te spreken. Tegelijk was hij politiek actief als lid van de Staten van Vlaanderen en trok hij ook vaak naar Brussel. Hij zorgde er onder meer voor dat de geestelijkheid als volwaardig lid in de Staten werd opgenomen. Er werd berekend dat hij drie tot vier maanden per jaar afwezig was uit zijn bisdom.
De heroprichting van een seminarie wordt als een van zijn voornaamste verwezenlijkingen aangerekend. Voor het overige wordt zijn apostolische bedrijvigheid als 'middelmatig' beschreven. Hij was een vrome man, die erg veel hield van processies en van relieken. Hij vereerde in het bijzonder heiligen met de voornaam Karel, zoals Karel de Goede en Carolus Borromeus. Hij werkte ook veel aan de heropstanding van de abdij van Ename, waar hij vaak verbleef.